# Jeune Afrique
Jeune Afrique è un settimanale di attualità pubblicato a Parigi, e fondato a Tunisi da Béchir Ben Yahmed il 17 ottobre 1960. Affronta temi di attualità, economia e cultura dell'Africa, con particolare accento sull'Africa francofona e sul Maghreb.
Jeune Afrique è pubblicato da Groupe Jeune Afrique, che pubblica anche il mensile in lingua francese sul lifestyle Afrique Magazine, ed il bimestrale di attualità La Revue, oltre che The Africa Report, periodico di attualità in lingua inglese.
Dal 2000 (numero 2040) al 2006 (numero 2354), la rivista è stata pubblicata con il titolo Jeune Afrique L'intelligent.